# Sistema di numerazione ebraico
La numerazione ebraica antica, come anche alcune di origine indoeuropea, veniva eseguita usando i caratteri alfabetici. La numerazione non era posizionale, ma di tipo additivo.
Questo tipo di numerazione è rimasto in uso fino a tempi recenti nelle comunità ebraiche, specie nei ghetti d'Europa ed è tuttora usato per motivi rituali nella religione ebraica.
Grazie al valore numerico assegnato alle lettere dell'alfabeto ebraico, è nata una esegesi biblica detta ghematria, basata sul valore numerico di parole presenti nella Bibbia - ad esempio, la parola Adam (אדם = uomo) vale:

(1 = א) +

(4 = ד) +

(40 = מ) =

(45 = אדם) (la notazione ם nella parola è con la lettera finale, corrispondente alla מ in corpo di parola)
I valori numerici delle lettere sono:
- 1 aleph = א
- 2 beit = ב
- 3 ghimel = ג
- 4 dalet = ד
- 5 hey = ה
- 6 vav = ו
- 7 zain = ז
- 8 cheit = ח
- 9 tet = ט
- 10 yud = י
- 20 khaf = כ
- 30  lamed= ל
- 40 mem= ם
- 50 nun = נ
- 60 samekh = ס
- 70 'ain = ע
- 80 peh = פ
- 90 tzadde = צ
- 100 quf = ק
- 200 resh = ר
- 300 shin = ש
- 400 tav = ת
- 500 khaf sofit = ך
- 600 mem sofit = ם
- 700 nun sofit = ן
- 800 peh sofit= ף
- 900 tzadde sofit = [1] ץ

La distinzione tra lettere e numeri viene fatta in vari modi: l'uso odierno corrente è di porre un doppio apostrofo tra la penultima ed ultima cifra (lettera) o, in caso di numero di una sola cifra, porre un apostrofo a sinistra della stessa. In passato sono stati usati altri sistemi, quale sovrapporre un punto alla lettera quando usata come cifra.

## Casi particolari
I numeri 15 e 16 vengono scritti in modo diverso, in quanto parte del Tetragramma biblico. Per esprimere 15, che di norma dovrebbe essere scritto י + ה (pari a 5 + 10) vengono usati ו + ט (pari a 9 + 6), e 16 viene scritto ז + ט (pari a 9 + 7): questo è un esempio di operazione non costituita su base numerica 10.
In alcuni scritti medievali sono state usate notazioni leggermente diverse, poi cadute in disuso.
In uno dei pochi casi di uso corrente odierno, per esempio l'anno del calendario ebraico 5772 (2011/2012), viene scritto omettendo il 5000:
400 + 300 + 70 + 2 = תשס"ב (il doppio apostrofo mostra il fatto che si tratta di un numero).
Per ovviare alla mancanza di lettere esprimenti valori maggiori di 400, in passato sono state usate cifre con soprascritti due punti per esprimere le migliaia.